# Nunwick cum Howgrave
Nunwick cum Howgrave var en civil parish från 1866 till 1988 då den blev en del av Hutton Conyers, i grevskapet North Yorkshire, i England. Civil parish var belägen 20 km från Harrogate och hade 29 invånare år 1971.